# Bane/Adamantium Split 7"
Bane/Adamantium Split 7" è uno split tra i due gruppi hardcore punk statunitensi Bane e Adamantium pubblicato da Indecision Records nel febbraio 2001. Ne sono state stampate in totale 2124 copie su vinile, di cui 550 in vinile grigio e 1574 in vinile nero.

## Tracce

### Bane
- Tutte le tracce scritte dai Bane tranne dove indicato.

1. You Wrote This Song For Me – 2:43
2. Broke Wide Open – 3:39
3. Eye For An Eye (Eye for an Eye) – 2:03

### Adamantium
- Tutte le tracce scritte dagli Adamantium

1. This Blade Keeps Cutting – 2:09
2. Next In Line – 3:06

## Formazioni

### Bane
- Aaron Bedard – voce
- Aaron Dalbec – chitarra
- Zach Jordan – chitarra
- Pete Chilton – basso
- Nick Branigan – batteria

### Adamantium
- Aaron Stone – voce
- Aaron Lisi – chitarra
- Dan Sena – chitarra
- Jim Schwartz – basso
- Jarrod Alexander – batteria